# Юлианка (станция)
Юлианка (пол. Julianka) — пассажирская и грузовая железнодорожная станция в деревне Юлианка в гмине Пширув, в Силезском воеводстве Польши. Имеет 2 платформы и 3 пути.
Станция построена под названием «Поток-Золотой» (польск. Potok Złoty) на ведущей к границе Германий линии Кельцы — Русские-Гербы с шириной русской колеи в 1911 году, когда эта территория была в составе Царства Польского. Во время Первой мировой войны немцы этой линии перешли на 1435 мм и в результате она стала частью линии Кельце — Фосовске. Нынешнее название станция носит с 1958 года.